# Trim (Irland)

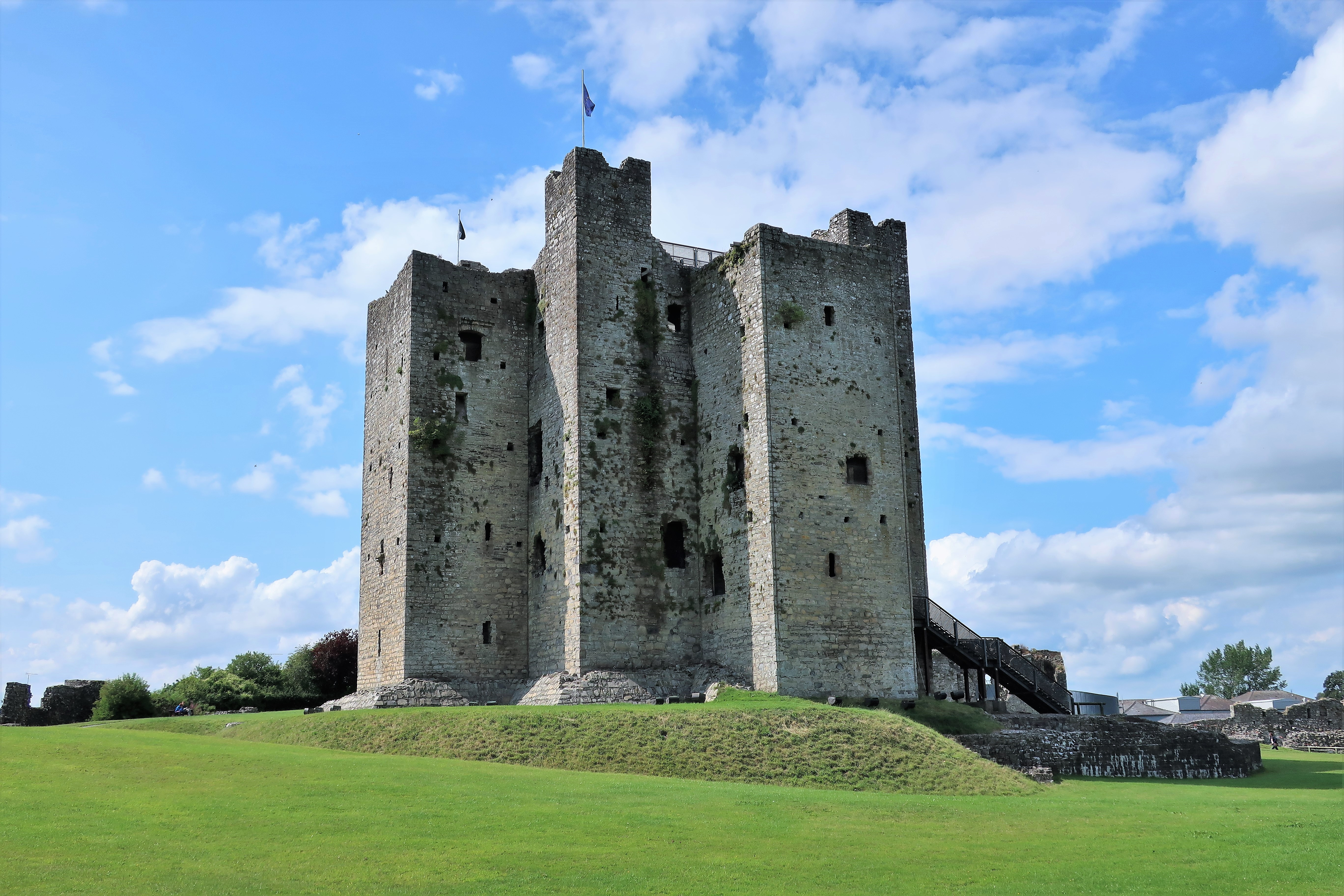
Trim Castle

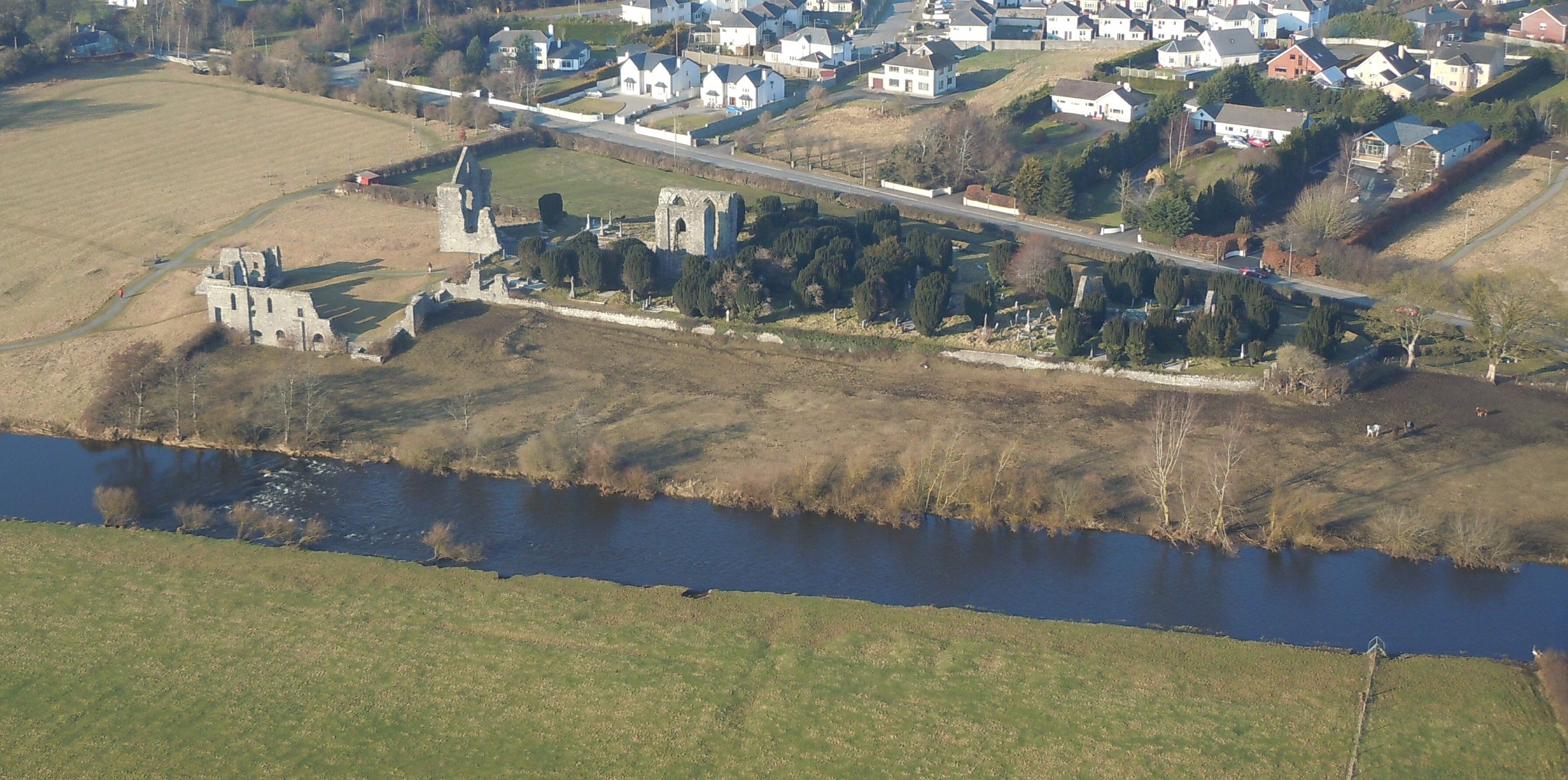
Ruine der Kathedrale St Peter und Paul

Trim (irisch Baile Átha Troim) ist eine Stadt im County Meath in der Republik Irland mit 9563 Einwohnern (2022). Trim liegt in etwa 60 m ü. N.N. am Fluss Boyne.

## Geschichte
Der Ort ist eine Gründung des Normannen Hugh de Lacy. Er gründete hier 1172 eine Motte mit einem hölzernen Turm, die 1173 abbrannte. Die an Hugh Tyrell abgetretene Siedlung wurde 1174 mit einem Kastell versehen und war sogleich umkämpft, da Roderick O’Conner, der King of Connacht, Ansprüche geltend machte. Im 15. Jahrhundert tagte das anglonormannische Parlament in Trim.

## Sehenswürdigkeiten
- Trim Castle ist ein normannisches Kastell aus dem 12. Jahrhundert, sowohl ursprünglich als auch als Ruine das größte in Europa.[6] Es diente dem Film Braveheart als Kulisse.[7] Am Ufer des Boyne errichtete der normannische Adelige Hugh de Lacy im Jahr 1172 zunächst eine Motte mit einem hölzernen Turm, als ersten Akt normannischer Landnahme in Meath.[8] Schon bald wurde die Motte von Hughs Sohn Walter de Lacy zu einer riesigen Festung als Mittelpunkt des Herrschaftsgebietes der Familie Lacy ausgebaut.[9]
- St. Patrick’s Church wurde im 19. Jahrhundert im Westen der Stadt errichtet. Der Turm der alten Kirche aus dem 15. Jahrhundert und das Taufbecken blieben erhalten.[10]
- The Yellow Steeple ist die Ruine des Glockenturms der 1368 erbauten Augustinerabtei St. Mary’s. Nicht weit entfernt davon befinden sich die einzigen erhaltenen Reste der 1359 erbauten Stadtmauer.[11]
- Ruine der Cathedral of St Peter and Paul mit den Resten des Kanonikerstifts Newton Trim, das der Bischof von Meath, Simon de Rochfort, hier 1206 gründete.[12]

## Rundfunk
In der Nähe von Trim befindet sich auf dem Summerhill eine Sendeanlage für Langwellenrundfunk mit einem 248 Meter hohen, gegen die Erde isolierten Stahlfachwerkmasten als Sendeantenne, über die früher der Sender Atlantic 252 abgestrahlt wurde.

## Söhne der Stadt
- Percy Hope-Johnstone (1909–1983), britischer Peer, Soldat und Autorennfahrer
- Paddy Keenan (* 1950), Folkmusiker
- Noel Dempsey (* 1953), Politiker

## Städtepartnerschaft
Mit der französischen Gemeinde Étrépagny im Département Eure in der Normandie besteht eine Partnerschaft.